# Boghammar Marin

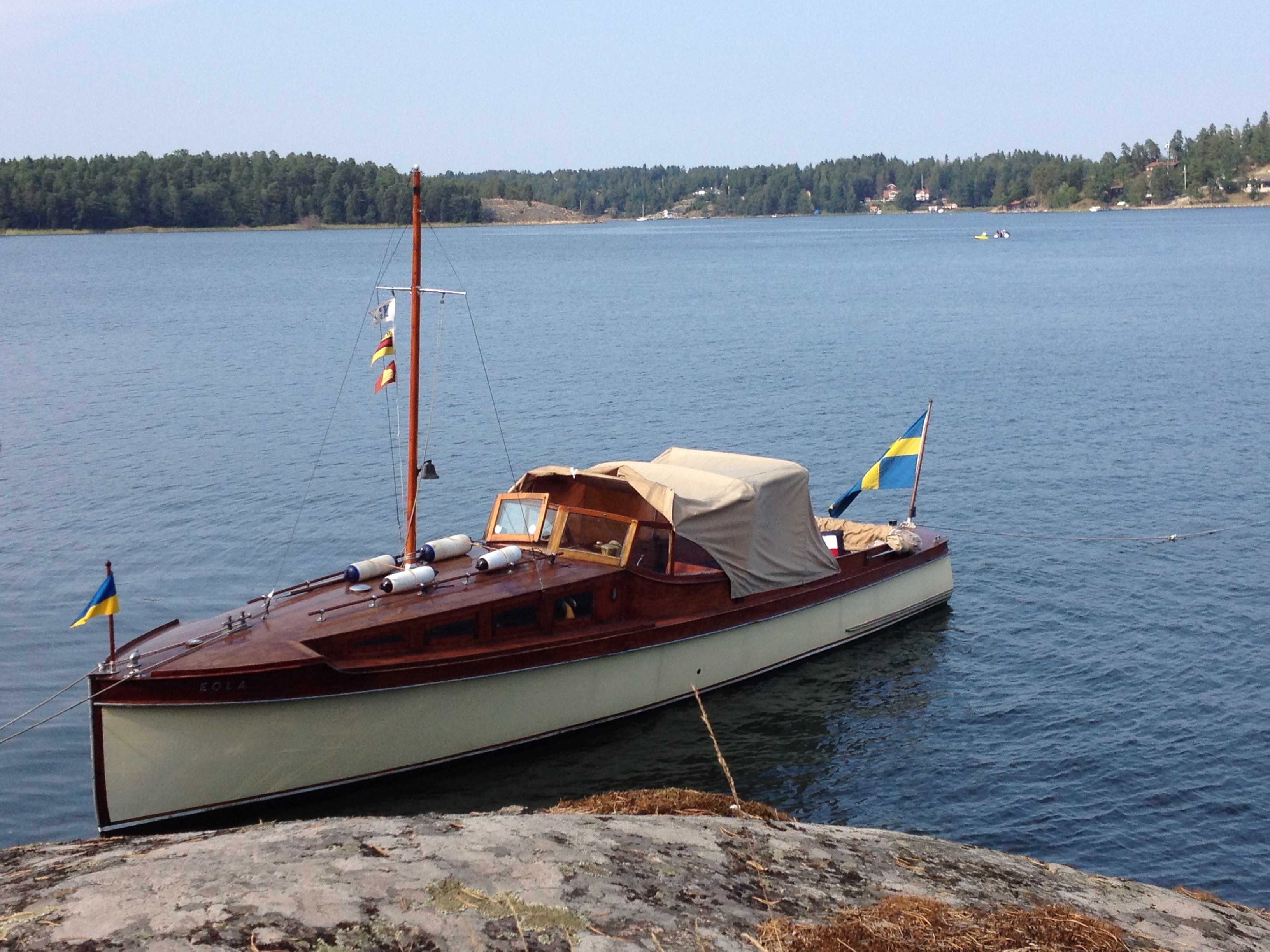
M/Y Eola

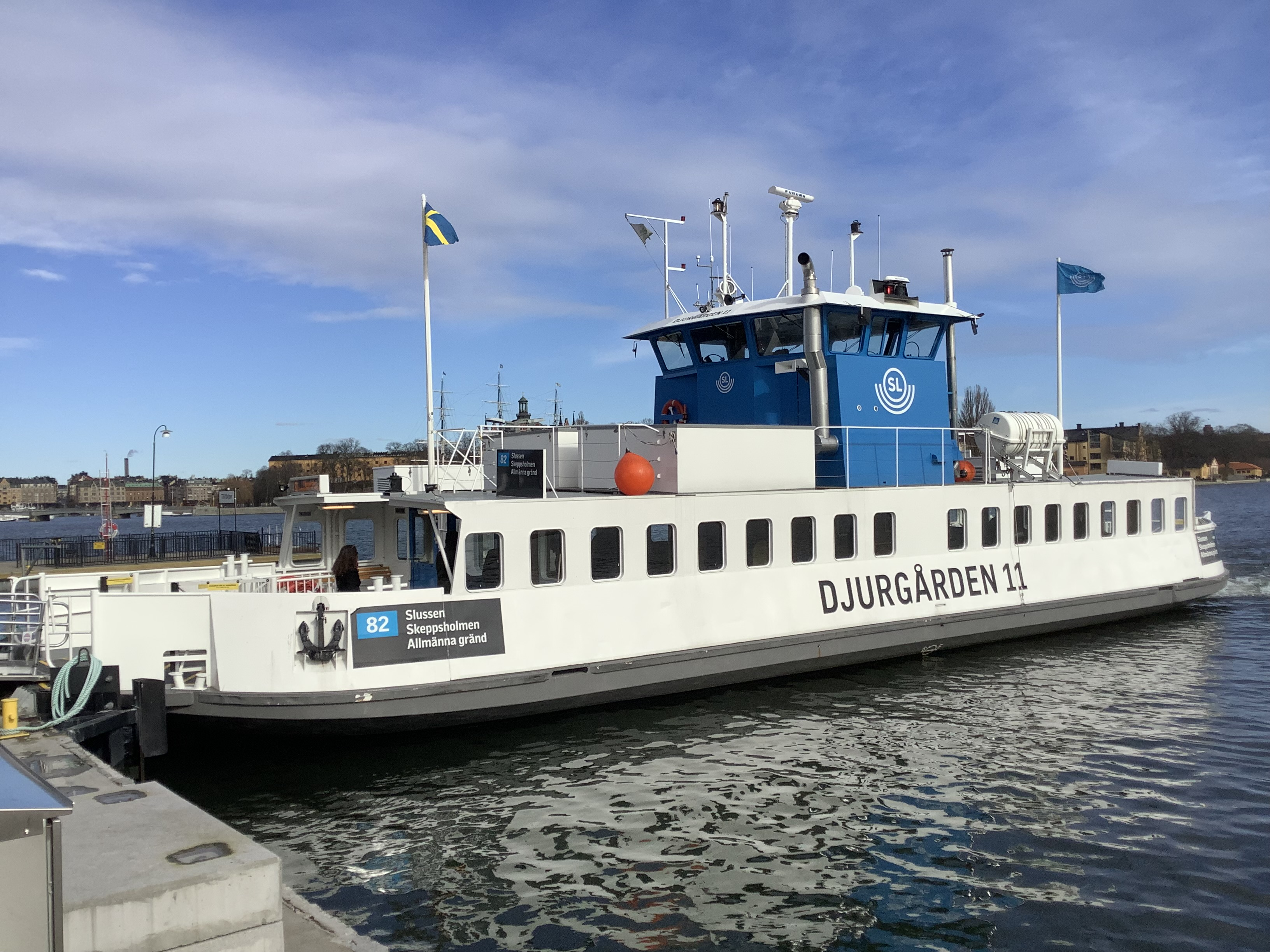
Djurgården 11

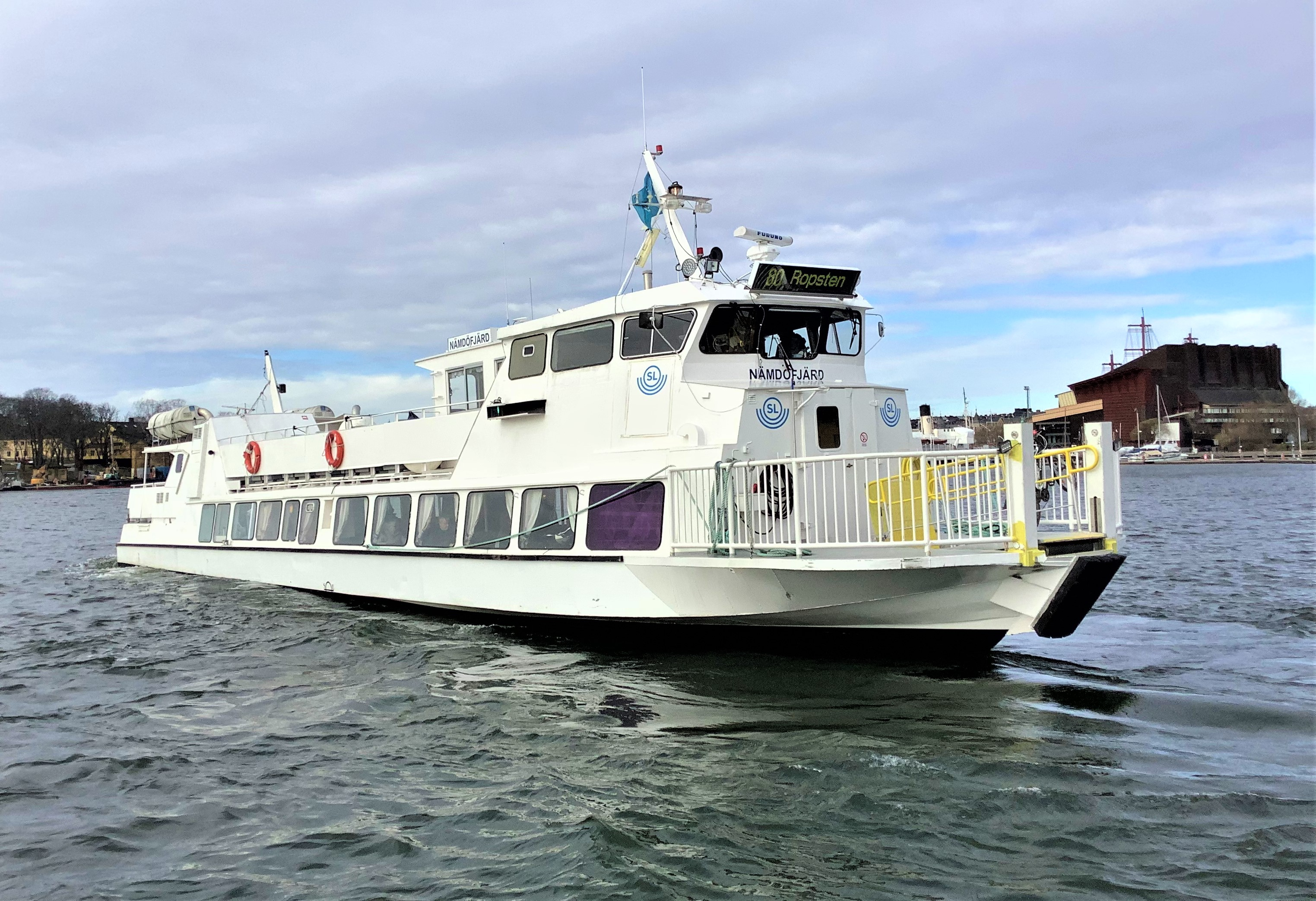
M/S Nämdöfjärd

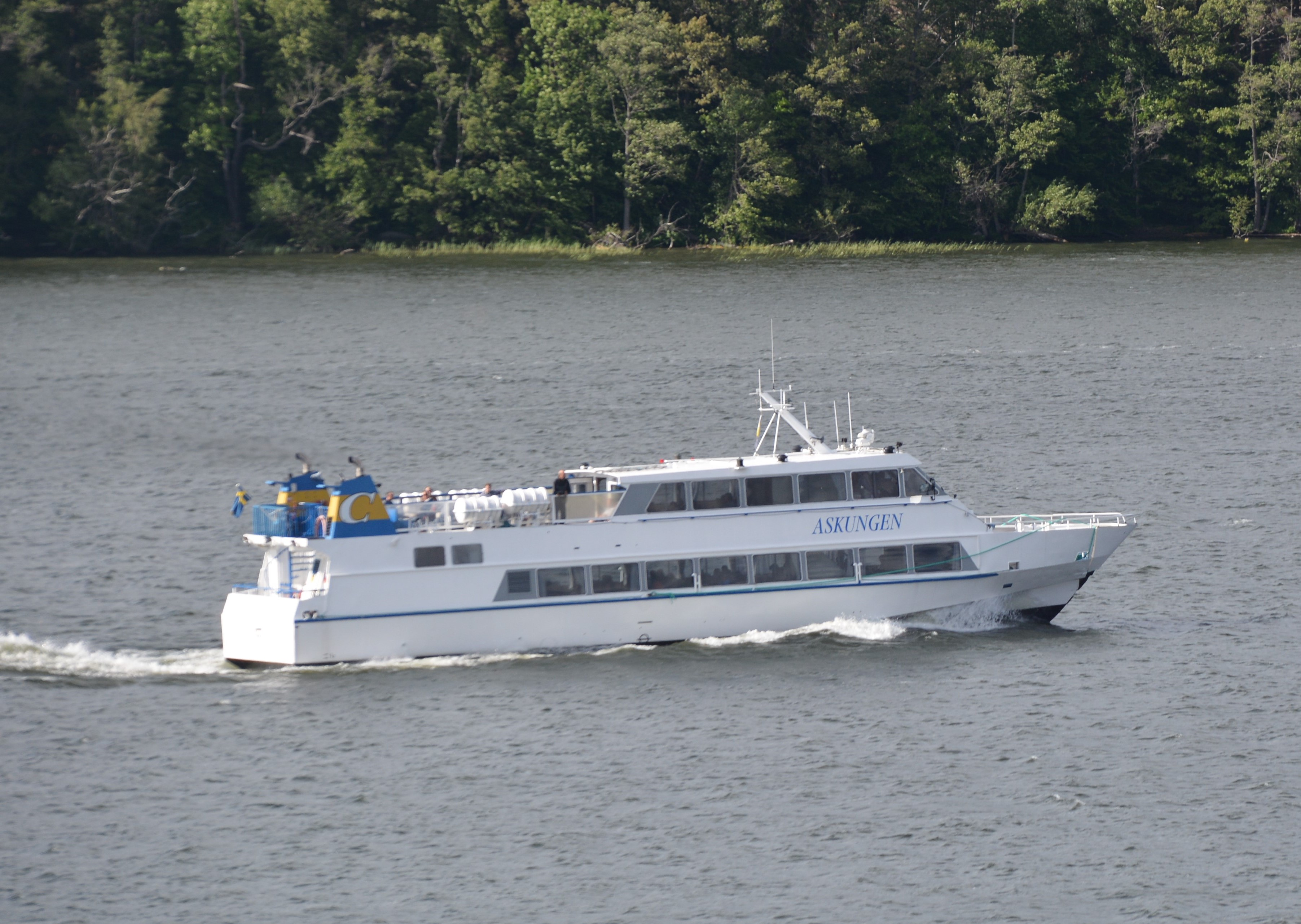
M/S Askungen

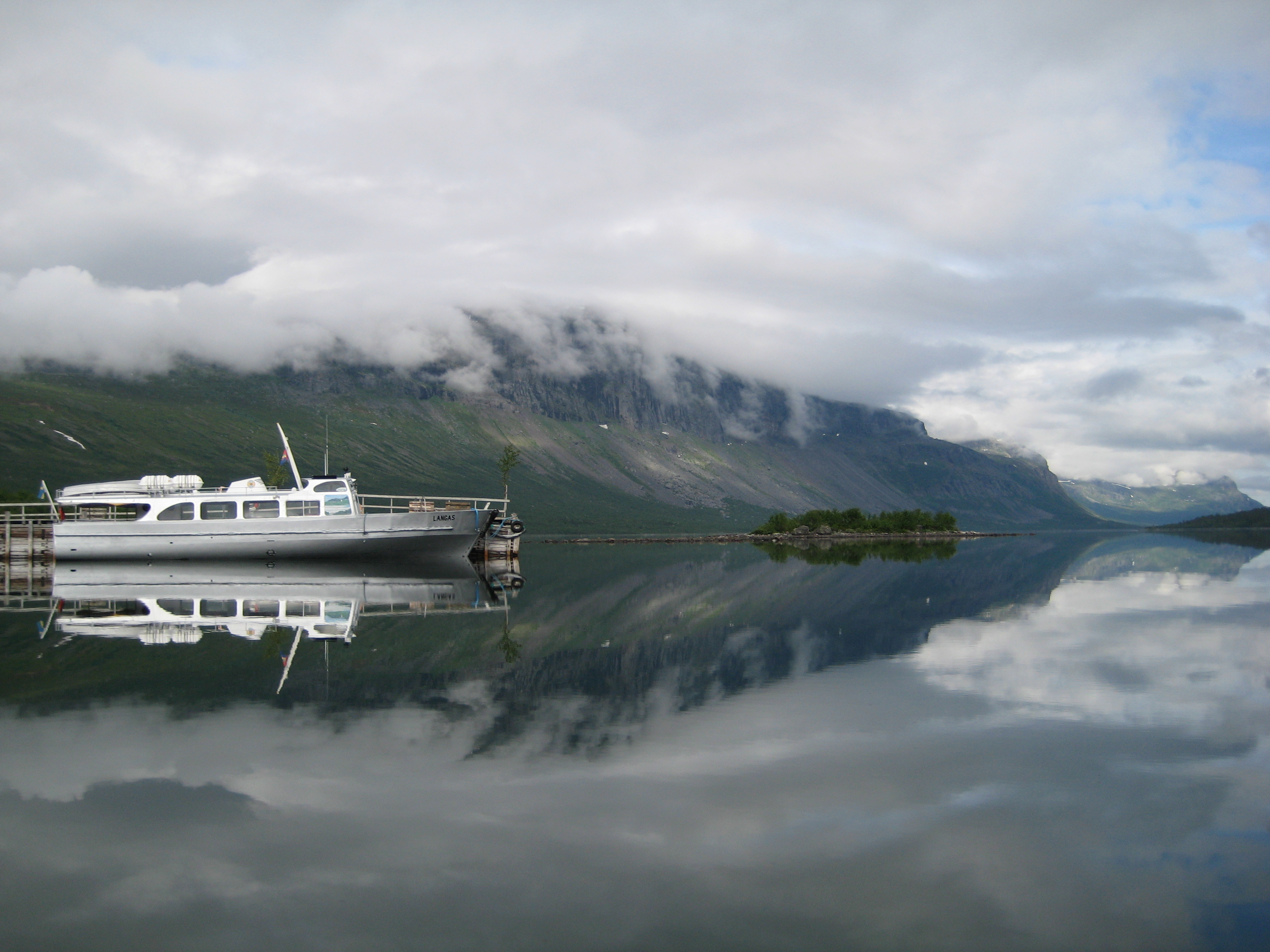
M/S Langas vid Saltoluokta fjällstation

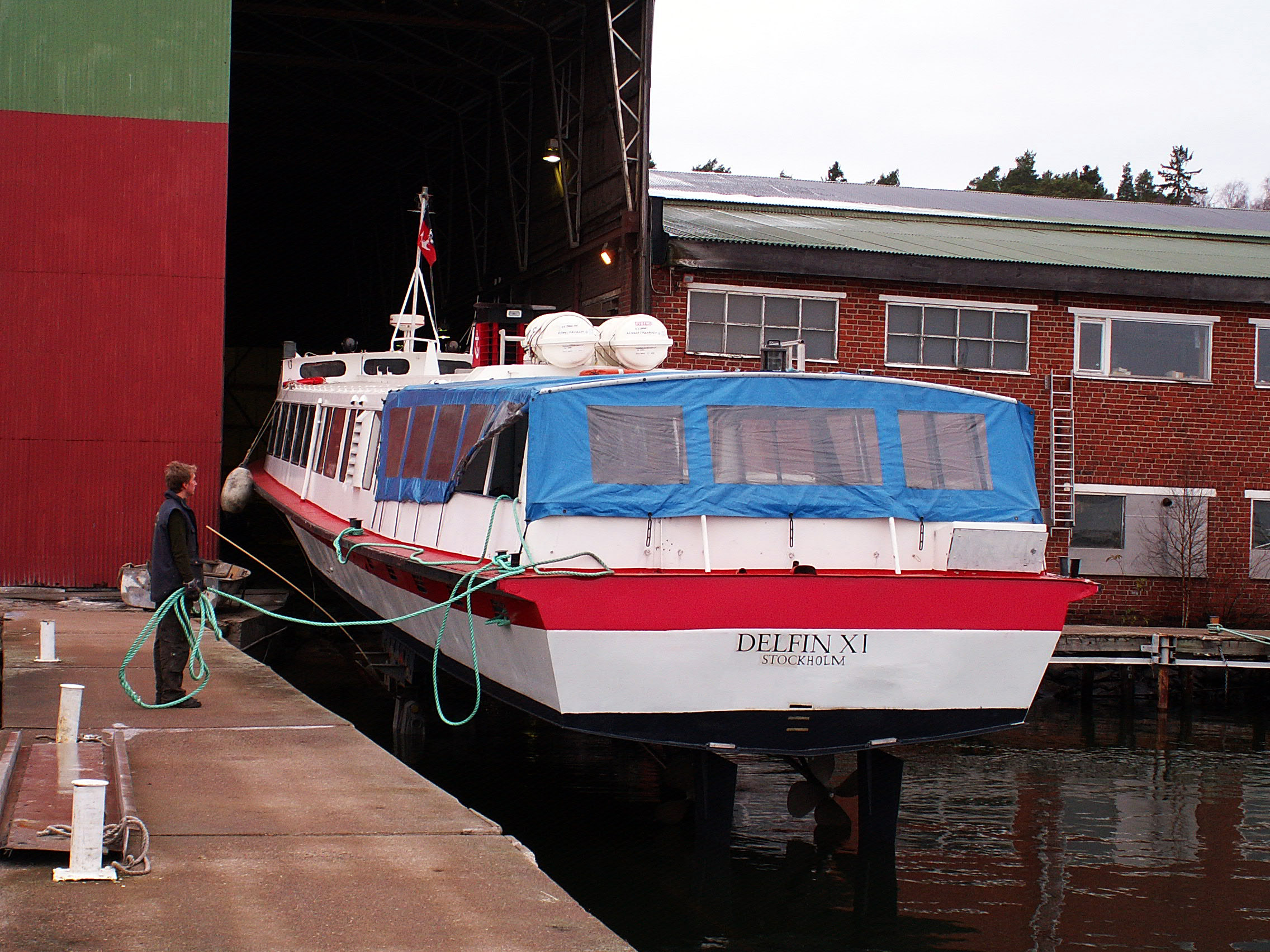
Sjösättning av passagerarbåten Delfin XI efter reparation

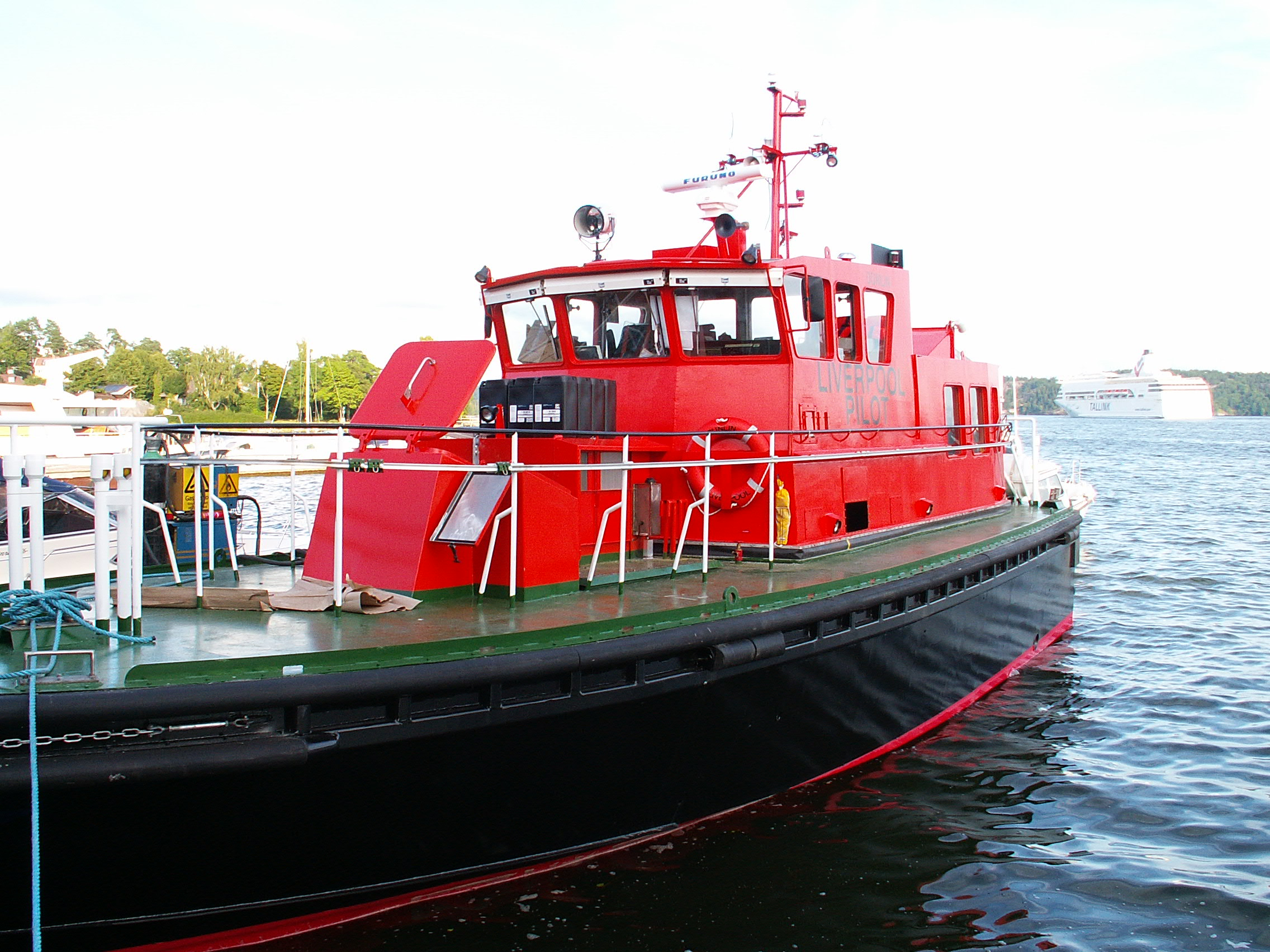
Dunlin, en av fyra lotsbåtar levererade till Liverpool i Storbritannien 1999–2005

Boghammar Marin är ett familjeägt skeppsvarv på Lidingö utanför Stockholm.

## Historik
Boghammar Marin grundades 1906 under namnet Gustafsson & Anderssons Varvs & Mekaniska verkstad AB på Kungsholmen i Stockholm av bröderna Anders Gustafsson (född 1869) och Reinhold Andersson (född 1872) efter de att hade slutat vid Finnboda varv. De samarbetade med  motortillverkaren Archimedes. Varvet flyttade 1914 till Skärsätra  i Lidingö. 
Under åren 1921–32 hyrde företaget Gustafsson & Andersson ut sin varvsbyggnad till Svenska Aero, som licenstillverkade flygplan där, bland annat sjöspaningsplan för svenska marinen och jaktflygplanet Jaktfalken. Svenska Aero byggde ett hundratal flygplan till de svenska, estniska och litauiska försvarsmakterna. Bolaget såldes sedan till ASJA i Linköping. 
År 1924 återupptog Gustafsson & Anderssons Varvs & Mekaniska verkstad båtbyggande och tillverkade lustjakter år bland andra Torsten Kreuger, Axel Wenner-Gren, LM Ericsson och Erik Åkerlund, varefter varvet seriebyggde små privatbåtar med början med en sju meter lång ruffbåt, utrustad med en fyrcylindrig motor.
Under andra världskriget byggde varvet fem kustbevakningsbåtar och sex 90 tons fiskefartyg till Tyskland, ingående i ett statligt handelsavtal med Tyskland. Dessa fartyg  var 20 meter långa, med köl och stävar i ek samt furubordläggning på järnspant. Varvet byggde också tio fiskebåtar, en torpedbärgningsbåt, ett antal tankningsbåtar till Rumänien i utbyte mot tyska T-2 Heinkel torpedflygplan.
Varvet ändrade efter andra världskriget, efter det att Anders Gustafssons söner Tage och Anders Boghammar tagit över ledningen, namn till Boghammar Marin. Detta tillverkade främst passagerarbåtar, patrullbåtar, lotsbåtar och familjebåtarna Boghammar Magnum. Åren 1976-97 byggde varvet fyra Djurgårdsfärjor. Flertalet båtar exporterades. Under 1980-talet levererade varvet 65 patrullbåtar till Iran. På 1960-talet konstruerade varvet landstigningsbåtar, typ 200-båten. År 1965 byggdes Europas snabbaste polisbåt till Stockholmspolisen.
Under slutet av 1970-talet övertog Tage Boghammars söner Anders och Lars Boghammar företaget. De senaste åren har varvet konstruerat och levererat lotsbåtar till Sjöfartsverket och till privata hamnar i Storbritannien.

## Improviserade stridsbåtar
Under början av 1980-talet tillverkade Boghammar marin ett 50-tal snabbgående patrullbåtar som såldes till Iran och levererades mellan 1981 och 1985. Båtarna användes av iranska revolutionsgardet under Iran-Irak-kriget och framför allt i operationer mot oljetankers som blev en allt viktigare del av kriget efter 1984. Viss debatt uppstod i Sverige 1987 efter att Svenska Dagbladet uppmärksammat att båtarna deltog i kriget, men de svenska myndigheterna bekräftade att de inspekterat båtarna innan de exporterades och att de inte var byggda för strid utan rustade enligt civila krav.  Internationellt sett har boghammar eller boghammer därefter blivit en term för en liten stridsbåt, mer eller mindre improviserad, att jämföra med technical som vanligen är civila bilar eller lätta lastbilar som utrustats med vapen för att kunna användas i strid.
Se även separat artikel om Iranbåtarna.

## Byggda fartyg i urval
- 1910 M/Y Eola, motoryacht i mahogny, ritad av C.G. Pettersson
- 1918 M/Y Match II, motoryacht i mahogny, ritad av Knut Ljungberg åt Krister Littorin, VD i Kreugerkoncernen[3]
- 1923 Racerbåten Sea-Song, ritad av Ruben Östlund för Erik Åkerlund
- 1926 Racerbåten Nefertite, ritad av Ruben Östlund
- 1926 M/Y Arken, ritad av C.G. Pettersson
- 1927 Stella Marina, ritad av C.G. Pettersson för Erik Åkerlund
- 1944 TJB 737, en av sex lotsbåtar byggda 1944–1977
- 1949 Silvergrogg, polisbåt för Hamnpolisen i Stockholm
- 1951 M/S Björnön, varvsnummer 727
- 1957 Passagerarbåten M/S Langas, varvsnummer 810,  Svenska Turistföreningens båt vid Saltoluokta fjällstation
- 1962 Vakaren, polisbåt till Hamnpolisen i Stockholm
- 1970 HMS Anders Bure, levererad till Sjöfartsverket som använd som sjömätningsfartyg
- 1971 M/S Delfin XI, varvsnummer 1050
- 1971 M/S Kungshatt
- 1974 M/S Silverpilen, varvsnummer 1057
- 1975 M/S Strömma Kanal, varvsnummer 106
- 1979 M/S Delfin I, varvsnummer 1073
- 1981 Djurgården 9, varvsnummer 1076 (skrov byggt av Kalmar varv)
- 1982 Djurgården 10, varvsnummer 1079 (skrov byggt av Kalmar varv)
- 1984 M/S Mälar Victoria, varvsnummer 1096
- 1986 M/S Nämdöfjärd
- 1998 M/S Carl Michael Bellman, varvsnummer 1145
- 1991 M/S Askungen, varvsnummer 1154
- 1998 Djurgården 11, varvsnummer 1163